# Cares (Star Trek: Voyager)
"Cares" (títol original en anglès "Faces") és el catorzè episodi de la primera temporada de la sèrie de televisió de ciència-ficció estatunidenca Star Trek: Voyager. Fou dirigit per Winrich Kolbe amb un guió desenvolupat a partir d'una història de Jonathan Glassner i Kenneth Biller.  Aquest episodi es va emetre a UPN el 8 de maig de 1995.
Ambientada al segle XXIV, la sèrie segueix les aventures de la tripulació de la Flota Estel·lar i els Maquis de la nau estel·lar USS Voyager després de quedar encallats al Quadrant Delta lluny de la resta de la Federació. En aquest episodi, un científic vidià anomenat Sulan (Brian Markinson) captura i realitza experiments mèdics amb la meitat klíngon, meitat humana B'Elanna Torres (Roxann Dawson). La separa en una klíngon de sang pura i una humana de sang pura per trobar una cura per a una malaltia, coneguda com la fàgia. La tripulació de la «Voyager» rescata Torres i la restaura al seu estat original, mentre ella intenta reconciliar-se amb la seva identitat com a meitat humana i meitat klíngon. L'episodi té com a estrella convidada Rob LaBelle com a presonera talaxiana sense nom. L'actriu Joy Kilpatrick va ser escollida com a doble de Dawson per evitar la dependència de la pantalla dividida.
"Cares" es va desenvolupar com un estudi de personatges per explorar més a fons la lluita interna de Torres amb la seva identitat. Inicialment, Dawson es va resistir a l'episodi, però més tard el va identificar com una de les seves actuacions preferides, cosa que va aprofundir la seva comprensió del personatge i va enfortir la seva actuació. L'humana Torres i la klíngon Torres van ser tractades com dos personatges separats durant el desenvolupament i el rodatge de l'episodi. Michael Westmore va dissenyar el maquillatge dels personatges per emfatitzar les diferències entre ells.
L'episodi va rebre una qualificació Nielsen de 6,1/10; una caiguda respecte a l'episodi emès la setmana anterior. "Cares" va ser generalment ben rebuda, i el personatge i l'actuació de Dawson van ser elogiats. Alguns crítics van tenir una resposta més negativa al guió i a la seqüència final; els fans i els crítics van considerar que l'equip de Voyager va mostrar una manca d'empatia per Torres al final. L'episodi també ha estat objecte d'anàlisi acadèmica sobre raça.

## Argument
Els membres de l'equip Tom Paris, B'Elanna Torres i Peter Durst han desaparegut en una missió. Han estat capturats pels Vidiians. El cirurgià en cap vidià, Sulan, ha dut a terme un procediment amb Torres, transformant-la d'una híbrida meitat humana i meitat klíngon en dos cossos (un klíngon de sang pura i un humà de sang pura). Infecta la klíngon Torres amb la fàgia, una malaltia mortal que afecta la seva espècie però a la que els klíngons tenen una immunitat natural, de manera que pot estudiar la seva genètica. El comandant Chakotay, el cap de seguretat Tuvok i l'alferes Harry Kim formen un grup de recerca, però són descoberts pels viidians i envien el teletransport de tornada a l'USS Voyager. Sulan examina la klíngon Torres mentre experimenta dolor a causa de la fàgia. La Torres klíngon expressa orgull per la seva identitat klíngon, tot i que recorda haver amagat la seva herència klíngon de petita. Reconeixent l'atracció de Sulan per ella, intenta seduir el científic i escapar, però el seu desig de trobar una cura supera la seva luxúria. La versió humana de Torres es manté empresonada amb Paris i Durst. La humana Torres es caracteritza per ser més feble i tímida que la seva contrapart klíngon, i es considera massa malalta per treballar a les mines. Treballa en secret en una consola de seguretat a la caserna en un intent de contactar amb la "Voyager", però és atrapada.
Mentrestant, Sulan mata Durst i empelta la seva cara sobre la seva per semblar més atractiu a la klíngon Torres. La Torres klíngon  escapa del laboratori de Sulan i rescata la seva versió humana. Després de discutir sobre les seves respectives debilitats i la seva expulsió de l'Acadèmia de la Flota Estel·lar, les dues meitats formulen un pla. La humana Torres suggereix apagar els escuts del complex perquè la "Voyager" els pugui transportar a la nau, mentre que la Torres klíngon s'ocupa dels guàrdies. Chakotay, disfressada de guàrdia vidiiana amb l'ajuda del Doctor, irromp a les instal·lacions al mateix temps que Torres desactiva els escuts. La Torres klíngon se sacrifica per protegir la resta dels membres de la tripulació de Sulan. Transportada de tornada a la «Voyager», la Torres klíngon rebutja l'ajuda mèdica per morir una mort honorable. El Doctor explica que la humana Torres no sobreviuria sense la seva meitat klíngon i la restaura al seu jo original reintegrant l'ADN klíngon. La humana Torres admet que se sent incompleta sense la seva meitat klíngon. Després de ser restaurada, s'adona que passarà la resta de la seva vida tractant el seu conflicte intern.

## Producció

### Desenvolupament

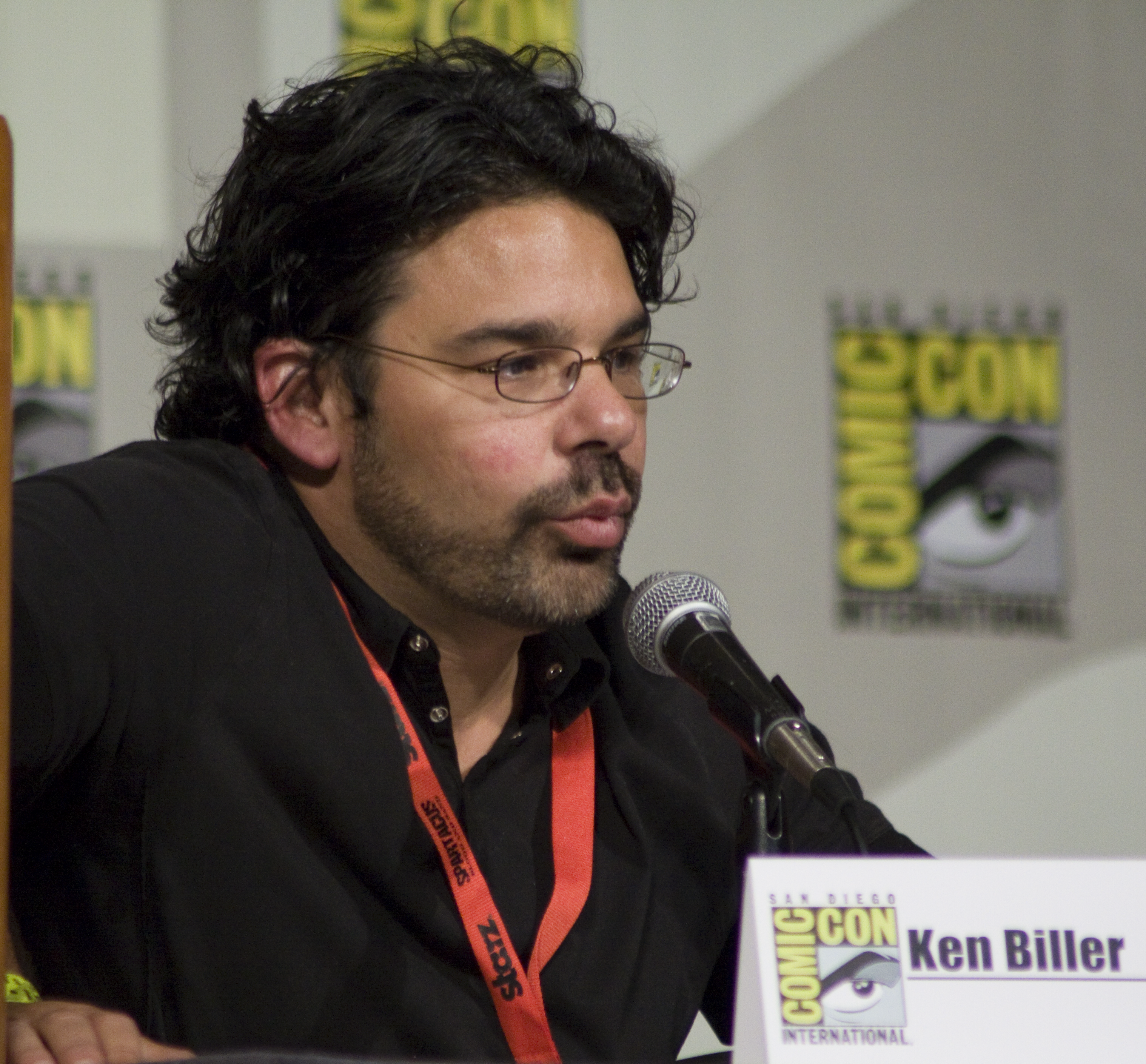
El guió de "Cares" va ser escrit per Kenneth Biller seguint la proposta original de Jonathan Glassner.

"Cares" va ser proposada pel guionista Jonathan Glassner, i posteriorment va ser revisada per l'editor executiu de guions Kenneth Biller. En una entrevista amb The Official Star Trek: Voyager Magazine, Biller va dir que l'única similitud entre la proposta original i la còpia final era que l'episodi tracta del personatge B'Elanna Torres dividit en dues parts. En el primer esborrany de l'episodi, els extraterrestres van utilitzar una màquina per separar Torres en meitats humana i klíngon com a part d'un experiment que intentava aconseguir la puresa dins d'una espècie. El productor executiu Michael Piller va descriure l'esborrany com centrat originalment en "la idea d'algú que això podria ser el resultat d'un horrible experiment de camp de concentració, és a dir, una demostració genètica d'algun tipus".
Biller i la productora executiva Jeri Taylor van criticar el discurs de Glassner; Biller ho va trobar "molt melodramàtic i cursi", i Taylor ho va qualificar de "idea cansada" i "massa encertada per a B'Elanna". El productor Brannon Braga va explicar que la decisió de comprar el concepte va ser per fer una història que involucrés un bessó malvat a la primera temporada de la sèrie i "treure'l del mig". Va considerar que el concepte podria ser un error i el va comparar negativament amb una història hipotètica en què el personatge de Star Trek: La nova generació Data (Brent Spiner) es faria humà. Piller va dir que l'episodi gairebé es va abandonar, però creia que el conflicte entre les meitats humana i klíngon de Torres, i la seva identitat com a dona, faria una història que valgués la pena.

### Escriptura
L'equip de guionistes de la sèrie estava preocupat que l'episodi es comparés amb dos episodis de Star Trek: La sèrie original ("L'enemic interior" i "El factor alternatiu"). Piller va afegir: "[S]abíem que no podíem fer la història del mal contra el bé que havia fet l'original Star Trek". Biller va ser assignat per escriure el guió com la seva segona tasca d'escriptura per a la sèrie; el seu primer havia estat per a "Elògium". Biller va atribuir el seu interès pel concepte de l'episodi a les seves experiències personals amb la lluita del seu germà petit, adoptiu, per entendre la seva identitat biracial. Tot i que Biller inicialment va criticar el melodrama de la presentació, va considerar que la seva versió tenia el melodrama que s'esperava d'un episodi de "Star Trek". L'esborrany final del guió es va presentar el 24 de febrer de 1995.
Biller va incorporar els vidiians a l'episodi, creient que els seus la tecnologia presentaria un mètode concebible pel qual es podria separar Torres. Els vidians van aparèixer en un episodi de la primera temporada titulat "La fàgia". Biller va explicar que es va demostrar que els klíngons eren més resistents a les malalties que altres espècies en entregues anteriors de Star Trek, i va raonar que un científic vidiià els veuria com una manera prometedora de descobrir una cura per a la malaltia. Biller va dir que tenia dificultats escrivint Sulan com un dolent simpàtic. Es va fixar en l'enfocament de Gene Roddenberry per retratar els antagonistes a la franquícia  Star Trek: "Els alienígenes no haurien de ser mai manifestament malvats. Poden tenir un conjunt de valors que difereixen dels nostres, però aneu amb compte de convertir-los en vilans amb bigotis."
Biller considerava que les interaccions entre Sulan i la versió klíngon de Torres estaven inspirades en el conte de fades La Bella i la Bèstia. Considerava que la força d'un klíngon era la bellesa ideal per a un vidiià, i que Sulan desenvoluparia una atracció per Torres. Biller va dir que la versió klíngon de Torres era més manipuladora que la Bella del conte de fades perquè utilitza la seva sexualitat per convèncer Sulan que segueixi les seves demandes. Biller creia que l'episodi afegia més elements de terror a la sèrie i va assenyalar el moment en què Sulan es va empeltar la cara de Durst sobre la seva com un "moment malaltís d'inspiració" i un "moment clàssic de pel·lícula de terror". Va sentir que la incomoditat de  Sulan amb la seva aparença l'ajudava a arrodonir el seu personatge.

### Càsting i rodatge
Brian Markinson va ser escollit com a Sulan, l'antagonista principal de l'episodi. A causa de la seqüència en què Sulan uneix la cara de Durst a la seva, a Markinson també se li va donar el paper de Durst. El personatge es va introduir a l'episodi anterior ("Catexis") perquè fos una cara familiar per als espectadors. Rob LaBelle, que era un amic íntim de Biller, va ser escollit com un presoner talaxià sense nom, però va ocultar la connexió durant la seva audició per evitar un tracte preferencial. LaBelle va aparèixer més tard a la sèrie com el servent takarià Kafar a "Falsos guanys" i el colon talaxià Oxilon a "Homestead".
A causa de preocupacions pressupostàries, "Cares" es va produir cap al final de la primera temporada. Originalment s'havia d'ambientar en una selva, però la ubicació es va canviar a coves després que el director Winrich Kolbe calculés que la primera idea superaria el pressupost de l'episodi. "Cares" va ser el quart episodi de la sèrie que Kolbe va dirigir, i va dir que tot va anar bé malgrat la seva manca de familiaritat amb els arcs argumentals i els personatges. Els decorats de les mines vidiianes es van construir al plató 18 de la Paramount. Els materials utilitzats per crear consoles de seguretat als laboratoris vidiians s'havien utilitzat anteriorment per a la construcció de naus espacials klíngon. Les pròtesis i el maquillatge dels vidiians van ser a càrrec del supervisor de maquillatge Michael Westmore. L'episodi (junt amb la resta de la primera temporada) va obtenir una nominació al Premi Primetime Emmy per Assoliment Individual Destacat en Maquillatge per a una Sèrie als 47ns Premis Primetime Emmy, però va perdre contra Star Trek: Deep Space Nine.
Els membres del repartiment han comentat les seves actuacions a l'episodi. Robert Beltran, que va interpretar el comandant Chakotay, va dir que se sentia incòmode actuant amb la màscara facial que portava per a la disfressa de vidiià del seu personatge. Va descriure les pròtesis com "aquella cara crua i ferida, que em feia sentir molt vulnerable com a persona", i ho va veure com un repte d'actuació. Garrett Wang, que va interpretar l'alferes Harry Kim, va dir que el seu paper a l'episodi estava restringit a tecnoxerrameca. Robert Picardo, que va interpretar el Doctor, va apreciar les interaccions entre Torres i el seu personatge, ja que representaven com originalment era "només un funcionari fent la seva feina". Picardo va afegir que les seves escenes mostraven que era massa aviat perquè el seu personatge entengués la importància de la seva operació a Torres, o per desenvolupar qualsevol tipus de relació amb ella.
Es van produir diverses preses falses van ocórrer durant el rodatge de l'episodi. La primera presa d'una escena en què Chakotay, Tuvok i Kim es troben amb dos vidiians va ser interrompuda quan Beltran va oblidar la seva frase i va improvisar una broma sobre l'aspecte dels alienígenes. Kolbe no estava satisfet amb algunes de les següents preses i va dir als actors que "hi posessin una mica d'actuació, si us plau". Durant una altra seqüència, Nana Visitor, que va interpretar Kira Nerys a Star Trek: Deep Space Nine, va entrar al plató per accident.

### Separació de B'Elanna Torres
L'actriu Roxann Dawson inicialment tenia dubtes sobre el guió, creient que el concepte s'estava produint massa aviat a la sèrie perquè pogués entendre el personatge prou bé per interpretar dues persones diferents. Va dir que va tremolar físicament quan va llegir el guió per primera vegada i va trobar l'episodi un repte d'actuació que va ampliar les seves habilitats i va aprofundir la seva connexió amb el personatge. Dawson va dir: "Vaig poder delinear aquestes dues cares que fins aleshores només eren metàfores". Va raonar que l'episodi donava una oportunitat "personificar dos aspectes d'aquest personatge".
A Dawson se li van donar dues versions del guió, una anomenada "La Klíngon" i l'altra "La Humana". Els guions tractaven les formes humana i klíngon de Torres com dos personatges separats, emfatitzant els seus defectes. Dawson va observar que a la Torres humana li faltava força i coratge, mentre que a la Torres klíngon li faltava lògica i control. Va sentir que els klíngon haurien de rebre més atenció, sobretot quan Torres lluita amb aquest costat de la seva identitat al llarg de la sèrie. També volia que l'episodi captés el respecte de la Torres klíngon per la Torres humana. Dawson va afegir que el tema central de l'episodi era "aprendre a respectar les parts d'un mateix que formen la persona sencera". "Faces" va ser destacat per establir la incapacitat contínua de Torres per reconciliar les seves identitats humana i klíngon, en "la batalla més literal". Biller no va estar d'acord amb la resolució de l'episodi, argumentant que Torres hauria de romandre humana. Va considerar que l'episodi hauria de tenir un impacte més llarg en el desenvolupament del personatge de Torres, i va creure: "[n]o podíem arribar al final de l'episodi i dir que Torres ja ha resolt tots els seus problemes i està en pau amb ella mateixa". Aquest arc argumental va continuar en els episodis posteriors "El dia de l'honor" i "Prophecy", en què Torres finalment va acceptar la seva herència klingon.
L'actriu Joy Kilpatrick va ser escollida com a doble de foto de Dawson. Dawson va descriure tenir una gran relació de treball amb la seva substituta. Mentre renyava a Kilpatrick, va dir: "Estava a punt de dir-li què faria perquè em donés els ritmes als quals pogués reaccionar correctament" i la va trobar comprensiva i intuïtiva. Kilpatrick no va ser acreditada per la seva actuació a l'episodi. Kolbe va assenyalar que l'episodi utilitzava molts efectes visuals, específicament per crear la il·lusió de les dues versions de Torres. El càsting d'un doble de foto va permetre a Kolbe evitar dependre de la pantalla dividida. La programació es va planificar acuradament per tenir en compte el maquillatge utilitzat per a tots dos papers. Dawson va descriure les pròtesis per a la versió klíngon de Torres com "un front, nas i dents". Va considerar que l'aspecte no era tan sofisticat com l'aspecte normal del personatge com a meitat humana/meitat klíngon a causa de la manca de tons de pell i matisos dels trets facials. Mentre que el maquillatge de Dawson normalment trigava dues hores a aplicar-se, les pròtesis klíngon completes trigaven unes tres hores.
Per estalviar temps de tornar a aplicar el maquillatge i les pròtesis repetidament, el rodatge de cada dia es concentrava en un dels dos personatges i canviava l'endemà. Dawson va comparar l'experiència amb el teatre de repertori. Malgrat l'elecció del doble de la foto i l'atenció a la programació, Kolbe es va decebre per no poder rodar més escenes amb les dues versions de Torres a la cova, però va entendre que l'ús freqüent de la pantalla dividida podria afectar negativament el cost de producció. Després que l'episodi s'emetés, Dawson va trucar als seus pares per preguntar-los la seva opinió. Van respondre: "Tu vas ser bona, però la noia que va interpretar aquella klíngon va ser realment genial!" Dawson va prendre els seus comentaris com un elogi.

## Historial d'emissions i llançament
"Cares" es va emetre per primera vegada el 8 de maig de 1995 a UPN a les 20:00 EDT als Estats Units.L'episodi va rebre una qualificació Nielsen de 6,1/10; això el va situar en el lloc 77è de la setmana. Això va marcar una disminució de l'audiència en comparació amb l'episodi anterior "Catexis", que havia obtingut una qualificació de 6,4.
L'episodi es va publicar per primera vegada per a ús domèstic en VHS al Regne Unit el 1995 com a part d'una col·lecció de dos episodis amb "Catexis". Això va ser seguit per un llançament al Regne Unit el 1996, que es va reeditar l'any següent. Es va publicar per primera vegada en DVD com a part del llançament de la primera temporada el 24 de febrer de 2004 als Estats Units. L'episodi també estava disponible en nombrosos serveis de streaming vídeo a la carta, com ara Amazon Video,, iTunes, Hulu, i Netflix.

## Recepció

### Resposta del repartiment i l'equip

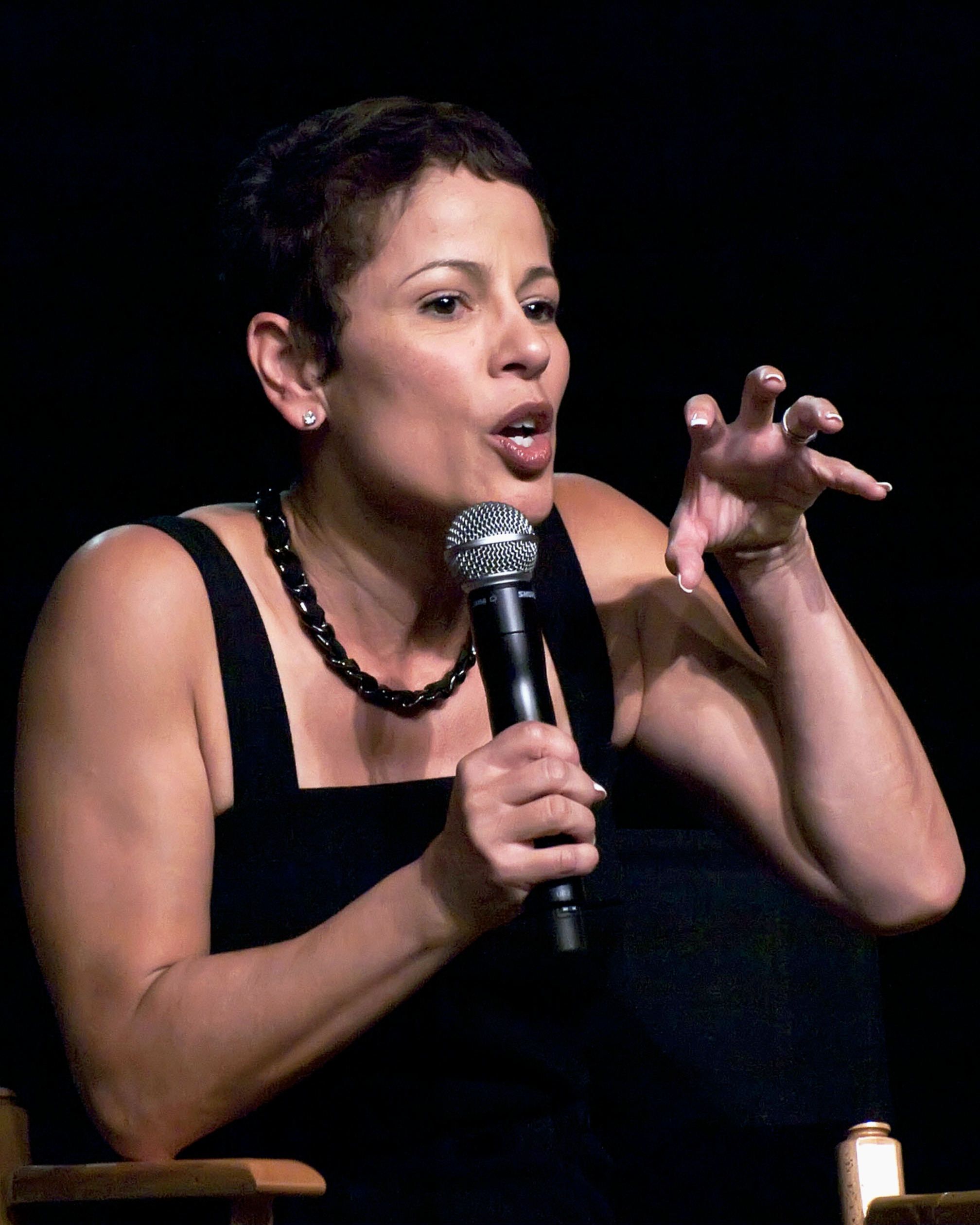
L'actuació de Roxann Dawson a "Cares" va ser elogiada pel repartiment, l'equip i els comentaristes de televisió.

L'episodi va ser rebut positivament pel repartiment i l'equip per la seva representació del conflicte intern de Torres sobre la seva identitat meitat humana, meitat klíngon. Biller va identificar l'episodi com el seu preferit dels tres guions que va escriure per a la primera temporada de la sèrie; també va escriure "Elògium" i "Jetrel". Va considerar l'escena que representava la comprensió de Torres que era humana com una de les millors de l'episodi. Dawson va descriure l'episodi com un "pas molt gran per a B'Elanna" i va apreciar que el guió evites un final clixé deixant espai perquè Torres s'enfrontés a les seves lluites d'identitat internes. Cap al final de l'última temporada de Voyager, va recordar l'episodi com un dels punts culminants de la sèrie. Taylor i Beltran van elogiar Dawson per la seva capacitat d'interpretar dos personatges contrastats; Beltran va afegir que era un gran episodi que mostrava les habilitats de Dawson com a actriu. Tot i que Kolbe inicialment va trobar la curiositat i les preguntes freqüents de Dawson durant el rodatge com un repte, va sentir que va fer "una feina infernal en aquest". Va gaudir de la versió completa de l'episodi, però va quedar decebut amb el seu final.
Els productors i guionistes també van comentar l'aparició dels Vidiians a l'episodi. Piller, Braga i Taylor van elogiar la decisió del productor executiu Rick Berman de reformatar la història de Torres amb la inclusió dels Vidiians. L'escriptora independent Skye Dent, que havia ajudat amb el desenvolupament original dels Vidiians per a "La fàgia" va quedar impressionada per la representació de l'espècie alienígena a l'episodi i va considerar que era una millora respecte als seus conceptes. Biller va destacar l'escena que revela el trasplantament de la cara de Durst per part de Sulan a la seva com "el meu moment clàssic a la primera temporada de Voyager".

### Recepció de la crítica
"Cares" va rebre crítiques majoritàriament positives dels crítics, inclòs James Whitbrook de io9, que el 2020 el va classificar com un dels set episodis "imprescindibles" de la primera temporada de Star Trek: Voyager.L'actuació de Dawson i la caracterització de Torres van ser elogiades com els punts culminants de l'episodi. Juliette Harrisson de Den of Geek! i Jamahl Epsicokhan de Jammer's Reviews la van citar com un dels punts destacats de la primera temporada. Harrisson va elogiar l'episodi per tenir "un bon treball de personatges de Roxann Dawson" i va apreciar com va ajudar a establir "la parella romàntica més reeixida de Voyager (Torres i Paris). Epsicokhan va apreciar que l'episodi no repetís una història de Star Trek: La nova generació. Va elogiar l'actuació de Dawson i es va decebre que el personatge es restringís sovint a la xerrameca tecnològica durant la resta de la sèrie. Will Nguyen de Treknews.net va identificar l'episodi com un desenvolupament positiu per a Torres que va permetre al públic entendre millor el seu personatge.
Alguns crítics van criticar la història de l'episodi. Michelle Erica Green de TrekToday va elogiar "Cares" com un estudi de personatges eficaç de Torres i va considerar que mostrava les habilitats de Dawson com a actriu. No obstant això, Green va criticar la trama, considerant-la una versió poc original del tòpic dels bessons malvats, i va dir que la ciència era increïble en el context de la sèrie. Keith DeCandido de Tor.com va identificar "Cares" com el pitjor episodi de la primera temporada. Tot i que va gaudir de la direcció de Kolbe, DeCandido va descartar el guió com "una premissa vella que, tanmateix, s'hauria pogut utilitzar per a un bon desenvolupament del personatge". Va elogiar l'actuació "apagada i plena d'ansietat" de Dawson com a Torres humana, però va criticar la seva tendència a sobreenunciar les seves línies com a Torres klíngon, probablement a causa de les seves pròtesis.
Els crítics i els fans van respondre negativament a la seqüència final de l'episodi. Taylor va descriure haver rebut correu advers dels fans sobre la manca de simpatia expressada pels membres de la tripulació de la Voyager per Torres al final. Va aclarir que la resposta de Chakotay a Torres pretenia ser insensible en lloc de freda, i va reconèixer que hauria d'haver "posat el seu braç al voltant d'ella i mostrar una mica de calidesa", tal com van suggerir els fans. Green es va sorprendre que Torres no rebés una xerrada d'ànim ni de la capitana Kathryn Janeway (Kate Mulgrew) ni de Chakotay a l'escena final. DeCandido va ser crític amb el desenvolupament del personatge de Torres a l'episodi i no li va agradar com "no aprèn res excepte que seria més feliç si no fos mig klíngon". Va escriure que el capità James T. Kirk tenia un arc més fort a "L'enemic interior", i considerava "Cares" com a inferior a aquell episodi. Epsicokhan, en canvi, va trobar que la manca de respostes de Chakotay era un final apropiat, donat l'enfocament en els conflictes personals de Torres.

### Anàlisi racial
El personatge de Torres ha estat objecte d'anàlisi racial acadèmica. En el seu article "The Monster Inside: 19th Century Racial Constructs in the 24th Century Mythos of Star Trek", Denise Alessandria Hurd va escriure que "Cares" demostrava que el personatge de Torres es va desenvolupar segons l'arquetip del mulat tràgic. Hurd va assenyalar que la Torres humana semblava "una imatge representativa del culte a la feminitat blanca", mentre que la Torres klíngon tenia trets afroamericans més estereotipats, com ara la pell fosca i els cabells arrissats, tot i que els klíngons sempre han estat retratats amb la pell més fosca des de la seva introducció a la sèrie original. L'afirmació final de Torres que sempre experimentarà un conflicte intern va ser identificada com un marcador d'inestabilitat mental per Hurd, que considerava que aquest comportament estava normalitzat en personatges híbrids. Allen Kwan també va citar l'escena final de l'episodi com un comentari negatiu sobre la raça al seu article "Seeking New Civilitzacions: Normativa racial a la franquícia Star Trek". Va escriure que el desig de Torres de ser completament humana era un "reconeixement tàcit de la normativitat racial inherent a la Flota Estel·lar i la Federació".
Susan De Gaia va argumentar en el seu article "Intergalactic Heroines: Land, Body and Soul in Star Trek: Voyager" que la separació de Torres en les seves meitats klíngon i humana abordava positivament la diversitat. De Gaia va considerar que l'episodi comunicava que "una dona forta es crea incorporant l'humà amb una raça més forta, els klíngon, i afiliant-se a un grup independent". Al seu llibre American Science Fiction TV: Star Trek, Stargate and Beyond, Jan Johnson-Smith va classificar "Cares" com un cas en què la franquícia Star Trek ha abordat "[q]estions de diferència individual" i ho va comparar amb la combinació de Tuvok i Neelix (Ethan Phillips) a l'episodi de la segona temporada "Tuvix". Elisabeth Anne Leonard també va parlar de l'epifania de Torres sobre la seva identitat al seu llibre Into Darkness Peering: Race and Color in the Fantastic. Leonard va escriure que el final de "Cares" actua com l'"acceptació d'un jo crioll" de Torres en oposició a la seva "destrucció incipient d'una identitat criolla" com a l'episodi "Cuirassat".
Al capítol "Femme Noire" del llibrek Goddesses and Monsters: Women, Myth, Power, and Popular Culture, Jane Caputi i Lauri Sagle van anomenar «Cares» una de les «estructures narratives verge/caníbal més reflexives», un recurs literari que van inventar i van definir com «empènyer els límits del Complex de santes i putes. Caputi i Sagle van abordar l'episodi com un "relat metafòric de l'experiència i la consciència mestissa", donat el cognom espanyol de Torres. Van connectar la dificultat del personatge amb la seva identitat amb el treball teòric de Gloria E. Anzaldúa, interpretant Torres com una persona que creava una nova "cara interior i exterior" per a ella mateixa.

### Citacions
1. ↑  Ruditis (2003): pp. 41Plantilla:En dash42.
2. 1 2 3 4 5  Gross & Altman (1996): p. 145.
3. 1 2 3 4 5  Gross & Altman (1996): pp. 145Plantilla:En dash146.
4. 1 2 3 4 5 6 7  Gross & Altman (1996): p. 146.
5. ↑  «Ken Biller». The Official Star Trek: Voyager Magazine (New York: Starlog). August 1995: 48.
6. 1 2 3  Clarke, Frederick S. (January 1996). «Star Trek Voyager». Cinefantastique 27 (4/5) (Forest Park: CFQ Media, LLC): 78.
7. ↑  «Lilly Library Manuscript Collections».  Indiana University. Arxivat de l'original el December 5, 2012.
8. 1 2 3 4 5 6  Clarke, Frederick S. (January 1996). «Star Trek Voyager». Cinefantastique 27 (4/5) (Forest Park: CFQ Media, LLC): 63.
9. ↑  Ruditis (2003): pp. 42Plantilla:En dash43.
10. ↑  Poe (1998): pp. 135Plantilla:En dash136.
11. 1 2  Okuda & Okuda & Mirek (1994)
12. ↑  Jones & Parkin (2003): p. 280.
13. ↑  «Star Trek: Voyager». TV Zone (23) (London: Visual Imagination): 16.
14. ↑  «Starlog Science-Fiction Explorer». Starlog Platinum (8) (New York: Starlog): 29.
15. 1 2  «Star Trek: Voyager – on the bridge». Starlog Science-Fiction Explorer (8) (New York: Starlog): 26.
16. ↑  McIntee (2000): p. 46
17. ↑  «Michael Westmore». The Official Star Trek: Voyager Magazine (2) (New York: Starlog). June 1995: 37.
18. ↑  «47th Emmy Awards Nominees and Winners».  Primetime Emmy Award. Arxivat de l'original el December 14, 2016.
19. 1 2  «Robert Beltran». The Official Star Trek: Voyager Magazine (7) (New York: Starlog). June 1995: 17.
20. ↑  «Star Trek: Voyager – on the bridge». Starlog Science-Fiction Explorer (8) (New York: Starlog): 28.
21. 1 2  «Star Trek: Voyager – on the bridge». Starlog Science-Fiction Explorer (8) (New York: Starlog): 28–29.
22. 1 2 3 4 5  «Star Trek: Voyager – on the bridge». Starlog Science-Fiction Explorer (8) (New York: Starlog): 27.
23. 1 2 3  Dawson, Roxann (interviewee) (November 9, 2004). Star Trek: Voyager Season 5 DVD Box Set – Voyager Time Capsule: B'Elanna Torres (DVD). Paramount Home Entertainment. Arxivat de l'original el February 3, 2013.
24. ↑  «Roxann Biggs-Dawson: ST: VOY's Half Klingon». Star Trek: Communicator (104) (New York: FANtastic Media). October–November 1995: 56.
25. 1 2  Ruditis (2003): p. 315.
26. ↑  ; Teleplay: Biller, Kenneth. Story: Glassner, Jonathan and Kenneth Biller Director: Kolbe, Winrich «Faces». . Star Trek:Voyager  (United Paramount Network), Temporada:1 , 08-05-1995. « »
27. ↑  «Roxann Biggs-Dawson: ST: VOY's Half Klingon». Star Trek: Communicator (104) (New York: FANtastic Media). October–November 1995: 57.
28. ↑  German, Sashi Alexandra. «The Women of Voyager Convention». TrekToday.   Christian Höhne Sparborth, 10-07-2001. Arxivat de l'original el September 29, 2016.
29. ↑  «Season 1, Episode 14 Faces». TV Guide.  CBS Interactive. Arxivat de l'original el May 1, 2017.
30. ↑  Brooks & Marsh (1995): p. 973.
31. ↑   «Prime-Time Ratings». Orange County Register. Digital First Media, 17-05-1995, p. F02.  De subscripció o mur de pagament
32. ↑   «How They Rate». St. Petersburg Times. Times Publishing Company, 12-05-1995, p. 17. De subscripció o mur de pagament
33. ↑  «Star Trek: Voyager Cathexis/Faces Season 1 Volume 7 [VHS PAL]».   Amazon. Arxivat de l'original el September 26, 2016.
34. ↑  «Star Trek: Voyager – Season 1 [DVD [1996]]».   Amazon.co.uk. Arxivat de l'original el September 26, 2016.
35. ↑  «Star Trek Voyager – Season 1 (Slimline Edition) [DVD]».   Amazon.co.uk. Arxivat de l'original el September 26, 2016.
36. ↑  «Star Trek Voyager – The Complete First Season».   Amazon. Arxivat de l'original el September 26, 2016.
37. ↑  «Star Trek: Voyager».  Amazon Video. Arxivat de l'original el September 26, 2016.
38. ↑  «Star Trek: Voyager, Season 1».  iTunes Store, 16-01-1995. Arxivat de l'original el September 26, 2016.
39. ↑  «Star Trek: Voyager, Season 1».  Hulu. Arxivat de l'original el September 26, 2016.
40. ↑  «Star Trek: Voyager».  Netflix. Arxivat de l'original el April 20, 2017.
41. ↑  McIntee (2000): p. 45
42. ↑  «Roxann Dawson». The Official Star Trek: Voyager Magazine 2 (2) (New York: Starlog). June 2001: 18.
43. ↑  «Rick Kolbe». The Official Star Trek: Voyager Magazine (15) (New York: Starlog). August 1995: 12.
44. ↑  Whitbrook, James. «Star Trek: Voyager's Must-Watch Episodes». io9, 28-04-2020. Arxivat de l'original el January 26, 2025.
45. 1 2  Harrisson, Juliette. «Star Trek Voyager: an episode roadmap». Den of Geek!.   Dennis Publishing, 03-12-2015. Arxivat de l'original el December 12, 2015.
46. 1 2 3  Epsicokhan, Jamahl. «Faces».  Jammer's Reviews. Arxivat de l'original el September 26, 2016.
47. ↑  Nguyen, Will. «Twenty Years Later, Looking Back at Voyager's First Season».   Treknews.net, 02-05-2015. Arxivat de l'original el September 29, 2016.
48. 1 2  Green, Michelle Erica. «Retro Review: Faces». TrekToday.   Christian Höhne Sparborth, 25-09-2015. Arxivat de l'original el July 24, 2015.
49. ↑  DeCandido, Keith R. A. «Star Trek: Voyager First Season Overview». Tor.com, 16-03-2020. Arxivat de l'original el April 4, 2020.
50. 1 2  DeCandido, Keith R. A. «Star Trek: Voyager Rewatch: 'Faces'». Tor.com, 05-03-2020. Arxivat de l'original el March 19, 2020.
51. ↑  Hurd, Denise Alessandria «The Monster Inside: 19th Century Racial Constructs in the 24th Century Mythos of Star Trek». The Journal of Popular Culture, vol. 31, 1, Summer 1997, pàg. 23–35. DOI: 10.1111/j.0022-3840.1997.3101_23.x.
52. ↑  Kwan, Allen «Seeking New Civilizations: Race Normativity in the Star Trek Franchise». Bulletin of Science, Technology & Society, vol. 27, 2-2007, pàg. 59–70. DOI: 10.1177/0270467606295971.
53. ↑  De Gaia, Susan «Intergalactic Heroines: Land, Body and Soul in Star Trek Voyager'». International Studies in Philosophy, vol. 30, 1, 1998.
54. ↑  Johnson-Smith (2005): p. 90.
55. ↑  Leonard (1997): p. 126.
56. ↑  Caputi (2004): p. 54.
57. ↑  Caputi (2004): p. 63.